# Ordine della Immacolata Concezione
L'Ordine della Immacolata Concezione sotto la regola di San Francesco e sotto la protezione di  San Michele Arcangelo e San Basilio vescovo fu un ordine del Ducato di Mantova.

## Storia

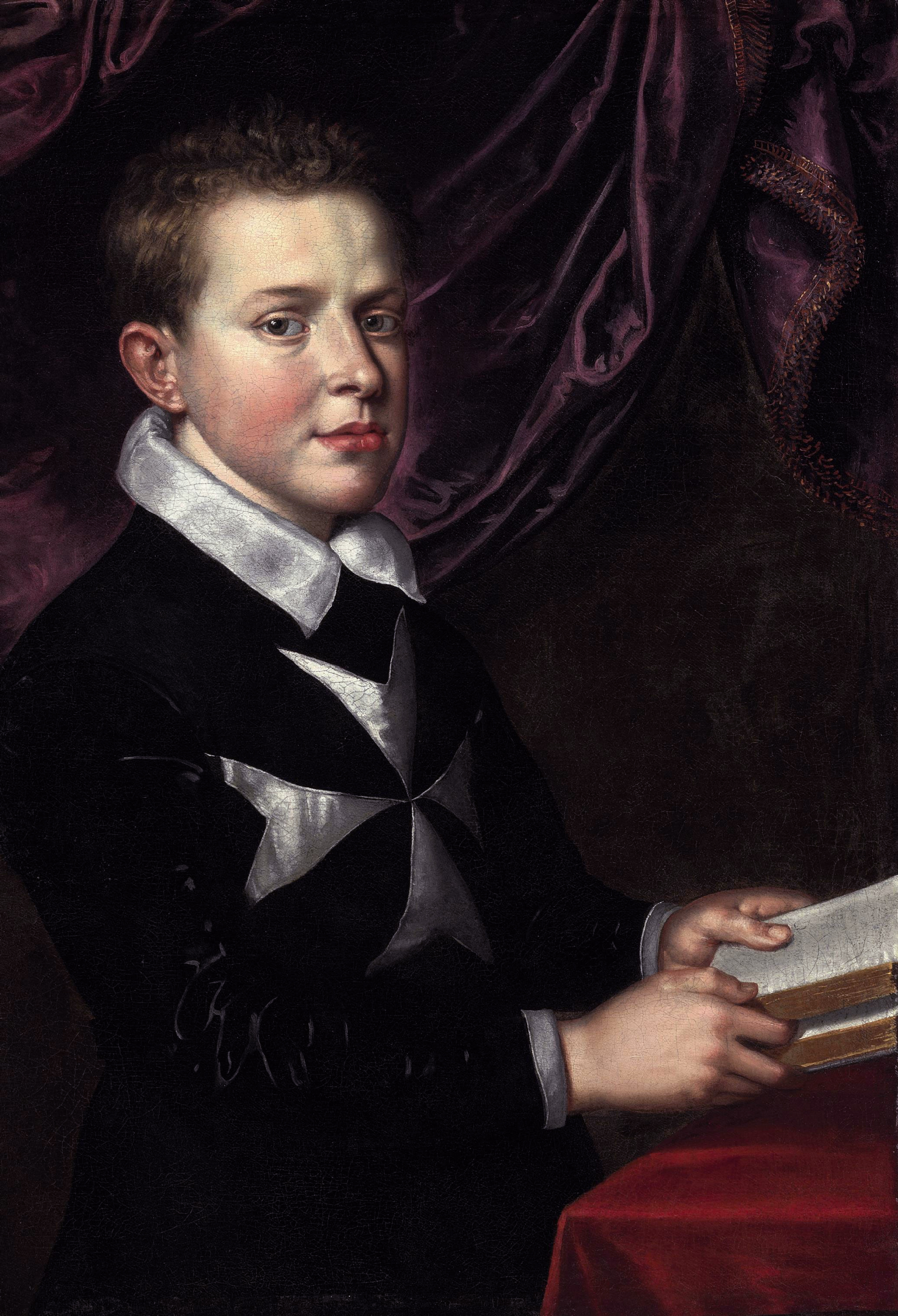
Rubens, Ferdinando Gonzaga, 1600-1603

Dopo l'istituzione dell'Ordine militare del Sangue di Gesù Cristo nel 1608, il duca di Mantova Ferdinando Gonzaga volle creare un nuovo ordine cavalleresco facente capo alla dinastia gonzaghesca e al quale potessero aderire i nobili provenienti da tutte le nazioni cattoliche. 
Il progetto, al quale parteciparono Carlo I di Gonzaga-Nevers e il conte Alfonso d'Althan d'Alemagna, prese forma l'8 dicembre 1619 e l'Ordine venne istituito a Mantova nel 1623. Venne sanzionato ecclesiasticamente da papa Gregorio XV nel 1623 e confermato da papa Urbano VIII nel 1625.
I cavalieri giuravano di sacrificare i loro stati e la loro vita impiegando la forza delle armi a difesa della religione cattolica, dell'Immacolata Concezione di Maria e in tutto ciò che riguardava l'esaltazione della Cristianità.
L'Ordine si estinse pochi anni dopo la sua creazione.

## Insegne
La decorazione era composta da una croce ottagona d'oro, smaltata d'azzurro, caricata in cuore dell'effigie della Beata Immacolata Concezione. La croce era circondata dal cordone bianco di San Francesco.